# White Rock (South Dakota)
|  | Dieser Artikel wurde aufgrund von inhaltlichen Mängeln auf der Qualitätssicherungsseite des Projektes USA eingetragen. Hilf mit, die Qualität dieses Artikels auf ein akzeptables Niveau zu bringen, und beteilige dich an der Diskussion! Eine nähere Beschreibung der zu behebenden Mängel fehlt. |

White Rock ist ein Dorf im Roberts County im US-Bundesstaat South Dakota. White Rock hat eine Fläche von 4,1 km². Das U.S. Census Bureau hat bei der Volkszählung 2020 eine Einwohnerzahl von 6 ermittelt.
Der Ort liegt unmittelbar am Bois de Sioux River und damit an der Grenze zu Minnesota. Er besteht nur aus einem rechtwinkeligen Straßennetz und vereinzelten Häusern. Im Norden grenzt White Rock an den Bundesstaat North Dakota.